# Dmitrij Pavlovics Romanov orosz nagyherceg
Dmitrij Pavlovics Romanov orosz nagyherceg (oroszul: Великий князь Дмитрий Павлович Романов; Iljinszkoje, 1891. szeptember 6./18. – Davos, 1942. március 5.) orosz nagyherceg, az Orosz Cári Hadsereg tisztje, a Raszputyin elleni merényletben való részvétele miatt belső száműzetésbe Perzsiába küldték. A cári család sok más tagjával ellentétben emiatt a szovjet hatalomátvételt követően emigrálni tudott.

## Élete

### Származása és ifjúkora
Dmitrij Pavlovics nagyherceg Pavel Alekszandrovics nagyherceg és Alexandra görög királyi hercegnő második gyermekeként, egyben egyetlen fiaként látott napvilágot 1891 szeptemberében. Születését megelőzően édesanyja hét hónapos terhesen beleugrott egy csónakba, mely a szülés idő előtti megindulásához vezetett. Gyermeke világra hozatala során a nagyhercegné elhunyt, és magát a csecsemőt is alig tudták megmenteni. Az orvosok halottnak hitték, az angol nevelőnő, Mrs. Fray vette észre, hogy a gyermek életben van. A doktorok speciális forró gyógyfürdőket írtak elő a nagyherceg számára, aki élete első heteit vattába csomagolva, hőpalackok által melegen tartva töltötte el. Ápolását nagybátyja, Szergej Alekszandrovics nagyherceg vállalta magára, mivel édesapja egészsége súlyosan megrendült felesége halálakor, és ezért európai utazásra küldték. Pavel Alekszandrovics két gyermekét, Marija Pavlovnát és Dmitrij Pavlovicsot bátyja, Szergej nagyherceg és neje, Erzsébet hesseni hercegnő gondjaira bízta. Marija Pavlovnát és Dmitrij Pavlovicsot a kezdetektől fogva szoros kapcsolat fűzte nagybátyjukhoz és nagynénjükhöz, idővel pedig szüleikként tekintettek rájuk.
1902-ben Pavel Alekszandrovics morganatikus házasságot kötött szeretőjével, Olga Valerianovna Karnovával. Karnova egy német kisnemesi származású orosz tiszt elvált felesége volt, aki csak azzal a feltétellel válhatott el férjétől, hogy utána nem megy nőül a nagyherceghez. A házasságkötés hallatára az uralkodó száműzte Pavel Alekszandrovicsot és második hitvesét Oroszországból. Dmitrij Pavlovicsot és nővérét Szergej Alekszandrovics és Jelizaveta Fjodorovna gyámsága alá helyezték. 1905-ben egy merénylet során meghalt Szergej nagyherceg. A testvérek továbbra is Jelizaveta Fjodorovna gyámsága alatt maradtak, melyet azonban részben átvállalt unokatestvérük, II. Miklós cár.

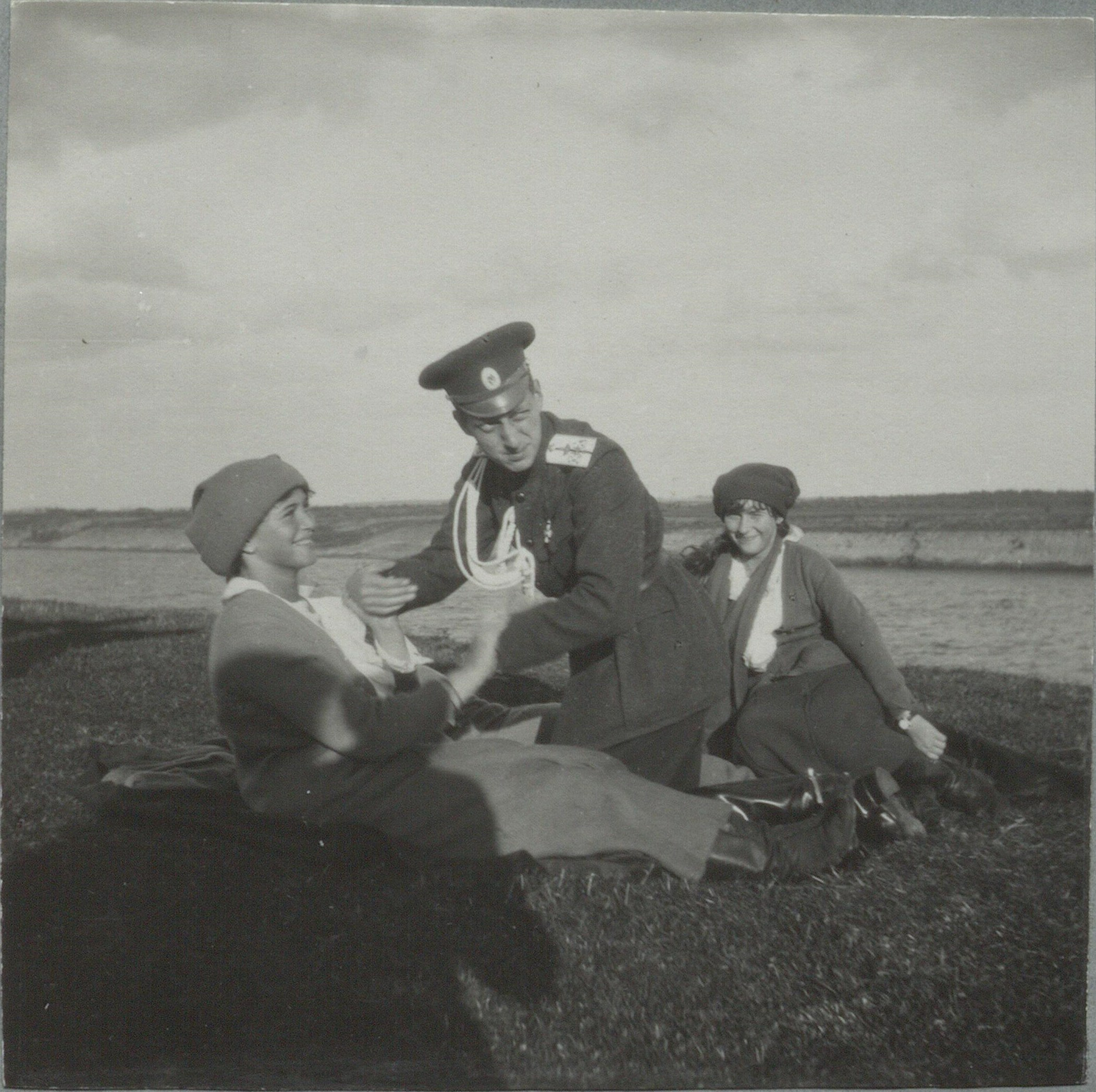
Dmitrij Pavlovics nagyherceg II. Miklós cár leányaival, Marija Nyikolajevna és Anasztaszija Nyikolajevna nagyhercegnőkkel (1916, Mahiljov)

Marija Pavlovna sokáig neheztelt nagynénjükre, azonban Dmitrij Pavlovics élete végéig anyaként gondolt Jelizaveta Fjodorovnára. Mikor a nagyhercegné egy újfajta orosz apácarend megalapításába kezdett bele férje halála után, Dmitrij nagyherceg átköltözött másik gyámjához, II. Miklós cárhoz és családjához. A nagyherceg szoros kapcsolatot alakított ki a cári családdal. Sokan úgy vélték, hogy Dmitrij Pavlovics lesz majd a cár legidősebb leányának, Olga Nyikolajevna nagyhercegnőnek a férje.
Dmitrij nagyherceg a család elvárásainak megfelelően csatlakozott a hadsereghez. Szergej Alekszandrovics kiváló oktatást biztosított neki; a nagyherceg éppen gyámja halálának évében, 1905 áprilisában kapta meg a Carszkoje Szelo-i lövész zászlóalj tiszteletbeli parancsnoki kinevezését. Ahogy idősebb lett, ténylegesen is a cári testőrség egy lovasezredébe lépett be.

### Magánélete és Raszputyin halála
Dmitrij nagyherceg híres volt szerelmi ügyeiről. Egyes források szerint homoszexuális hajlamai voltak, akárcsak egyik legjobb barátjának, Feliksz Felikszovics Juszupov hercegnek és Szumarokov-Elszton grófnak. 1912-ben szárnyra kapott a pletyka, mely szerint a nagyhercegnek és Juszupovnak viszonya van; ez okból is ellenezte Alekszandra Fjodorovna cárné, hogy Dmitrij Pavlovics nőül vegye legidősebb leányát, Olga Nyikolajevna nagyhercegnőt. Szintén 1912-ben Dmitrij nagyherceg érdeklődést mutatott távoli unokatestvére, Irina Alekszandrovna hercegnő irányába. Irina hercegnő Alekszandr Mihajlovics nagyherceg és Kszenyija Alekszandrovna nagyhercegnő egyetlen leánya volt, és ifjúkorától kezdve közeli kapcsolatban állt mind Juszupov herceggel, mind Dmitrij Pavloviccsal. Noha a család támogatta az elképzelést, mely szerint Dmitrij nagyherceg elveszi Irina Alekszandrovnát, a hercegnő mégis Feliksz Felikszovicsnak mondott igent.
A nagyherceg több orosz táncosnővel is viszonyt tartott fenn, például Vera Alekszejevna Karallival; szeretői között szerepeltek amerikai színésznők és francia divatikonok is, úgymint Pauline Fairfax Potter. Az 1920-as években kapcsolata volt Coco Chanellel.
A sport iránti rajongása odáig vezette, hogy 1912-ben részt vett a stockholmi nyári olimpián, ahol díjugratásban a kilencedik helyen végzett. Szintén támogatója volt egy, az orosz nemzeti sportokat felvonultató verseny megrendezésének, mely később a Szovjetunió ideje alatt a Szpartakiada formájában valósult meg.

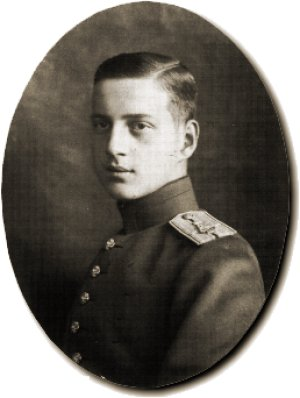
Dmitrij Pavlovics nagyherceg

1916-ban az oroszok egyre reménytelenebbnek látszó helyzete miatt az első világháborúban Juszupov herceg, immár a cár unokaöccseként meggyilkolta Grigorij Jefimovics Raszputyint. Raszputyin egy magát isteni képességekkel megáldott embernek mondta. Követői között több olyan személy is szerepelt – például Anna Alekszandrovna Virubova és Anasztázia montenegrói királyi hercegnő –, akik közeli kapcsolatban álltak a cári családdal. Virubova, a cárné udvarhölgye és Anasztázia és húga, Milica hercegnők révén Raszputyin bekerült a cári udvar belső köreibe. Raszputyin megnyerte magának a cár és a cárné bizalmát, mikor azt állította, képes meggyógyítani a vérzékenységben szenvedő Alekszej Nyikolajevics trónörökös életét. Az oroszok legtöbbje sarlatánként tekintett Raszputyinra, aki aláásta a cári család hitelét.
A Raszputyin elleni merénylet tervéhez Dmitrij Pavlovics is csatlakozott. A gyilkosságban betöltött szerepe máig nem tisztázott: egyes nézetek szerint rá csupán azért volt szükség, mert automobiljával ellenőrzés nélkül át tudta szállítani az összeesküvőket Szentpétervár utcáin, míg Edvard Radzinszkij történész kutatásai alapján arra jutott, hogy az egész gyilkossági terv Dmitrij nagyhercegtől származott, illetve hogy a nagyherceg volt az, aki megadta az utolsó kegyelemlövést a haldokló Raszputyinnak, megakadályozva ezzel elmenekülését. Radzinszkij nézetei szerint a nagyherceg a merényletben betöltött szerepe szándékosan módosult azért, hogy Dmitrij Pavlovics nagyobb eséllyel pályázhassék az orosz trónra. II. Miklós cár sem Juszupov hercegen, sem Dmitrij Pavlovicson nem kérte számon Raszputyin halálát közvetlen formában, viszont Juszupovnak vissza kellett vonulnia vidéki birtokára, Dmitrij Pavlovicsot pedig a perzsa frontra száműzték. A cári család több tagja – köztük a nagyherceg nővére, Marija Pavlovna nagyhercegnő – levélben kérte az uralkodót az ítélet megváltoztatására, azonban II. Miklós hajthatatlannak bizonyult.

### Száműzetésben
Csak a cári rendszer 1917 februárjában történt megdöntése után derült ki, hogy a keleti frontra való áthelyezés mentette meg Dmitrij Pavlovics életét. Az Ideiglenes Kormány hazahívta őt katonai szolgálatra, azonban a nagyherceg kinyilvánította a cár iránti hűségét. A bolsevikok hatalomra jutását követően a cári család tagjainak legtöbbjét elfogták és kivégezték, erre a sorsra jutott Pavel Alekszandrovics nagyherceg, Jelizaveta Fjodorovna nagyhercegné és Dmitrij Pavlovics féltestvére, Vlagyimir Pavlovics Palej herceg és Hohenfelsen gróf. Maga Dmitrij Pavlovics Teheránba menekült a bolsevikok hosszúra nyúlt karja elől. A brit követségen lelt menedéket, ahonnan 1918 végén távozott el Sir Charles Marling brit miniszterelnök és hitvese kíséretében. Londonba került, ahol ismét találkozott nővérével, aki szintén el tudott szökni a bolsevikok elől.
Marija Pavlovna jól menő textilüzletet alapított Párizsban, hamarosan a párizsi divatvilág beszállítója lettek. A testvérek a textilüzlet révén ismerkedtek meg Coco Chanellel, akivel huzamosabb ideig együtt is dolgoztak. Dmitrij Pavlovics 1921-ben kezdett viszonyt Chanellel, noha a divat nagyasszonya közel tíz évvel volt idősebb nála. Dmitrij nagyherceg a divat mellett érdekelt volt az orosz trónöröklésben is. Sokan az orosz trón egyik lehetséges követelőjeként tekintettek rá, ellenben Dmitrij Pavlovics nem kívánt a politikával foglalkozni. 1924-ben végül Kirill Vlagyimirovics nagyherceg, Dmitrij Pavlovics unokatestvére nevezte meg magát Oroszország cárjaként. Dmitrij Pavlovics elfogadta Kirill Vlagyimirovicsot uralkodóként, aki részben hálája jeléül, részben unokaöccse lekötelezésének céljából hercegi rangra emelte Dmitrij Pavlovics nejét és fiát.
Dmitrij Pavlovics 1926. november 21-én Biarritz városában nőül vette Audrey Emery amerikai örökösnőt. Audrey Emery 1935-ben a „Romanovszkaja-Iljinszkaja hercegnő” rangra emelkedett. A címet Kirill Vlagyimirovics nagyherceg adta; a „Romanovszkaja” tag a Romanov-ház alágaként számon tartott Romanovszkij-házat jelentette, az „Iljinszkaja” tag pedig Dmitrij Pavlovics születési helyére utalt. A házasság második évében megszületett Dmitrij Pavlovics és Audrey Emery egyetlen gyermeke:
- Pavel Dmitrijevics (1928. január 27. – 2004. február 10.), Romanovszkij-Iljinszkij herceg, Palm Beach polgármestere.

Dmitrij nagyherceg és neje kapcsolata hamar megromlott, válásukat 1937. február 1-jén mondták ki. Fiuk az Egyesült Államokba költözött, ahol Paul Ilyinsky néven vált ismertté. Háromszor is a floridai Palm Beach polgármesterévé választották.

### Halála
Dmitrij Pavlovics nagyhercegen az 1930-as években fedezték fel a gümőkór tüneteit. A nagyherceg ekkor még aktív életet élt, csatlakozott többek között a Szojuz Mladorosszov nevű, többnyire fiatal orosz monarchisták alkotta csoportosuláshoz, mely elképzelhetőnek tartotta a szovjet és a cári rendszer összeegyeztetését. A második világháború folyamán Hitler is többször próbált érintkezésbe lépni Dmitrij Pavloviccsal. A nagyherceg egészségi állapota azonban ekkor már orvosi kezelést tett szükségessé, így Dmitrij Pavlovics a Svájcban található Davos város szanatóriumába vonult vissza. Dmitrij Pavlovics nagyherceg 1942. március 5-én hunyt el Davosban. Először itt hantolták el, a világháború befejeztét követően viszont maradványait újratemették a németországi mainaui kastély templomában, nővére Marija Pavlovna nagyhercegnő mellé.